# Renée Schroeder
Renée Schroeder (João Monlevade, 18 de maio de 1953) é uma pesquisadora austríaca e professora universitária do Departamento de Bioquímica Max F. Perutz Laboratories, um empreendimento conjunto da Universidade de Viena e da Universidade Médica de Viena.

## Vida
Renée Schroeder nasceu no Brasil, onde seu pai trabalhava como engenheiro elétrico. Ambos se mudaram do Brasil para a Áustria quando ela tinha 14 anos.
Sua área de pesquisa concentra-se no campo da bioquímica, especialmente sobre RNA (ácido ribonucleico). Desde junho de 2001 até novembro de 2005, integrou a Comissão de Bioética, lançado pelo governo Austríaco. De 2005 a 2010, foi Vice-Presidente do Fundo para a Investigação Científica e, em 2010, membro do Conselho para a Pesquisa e Desenvolvimento de Tecnologia desde setembro.

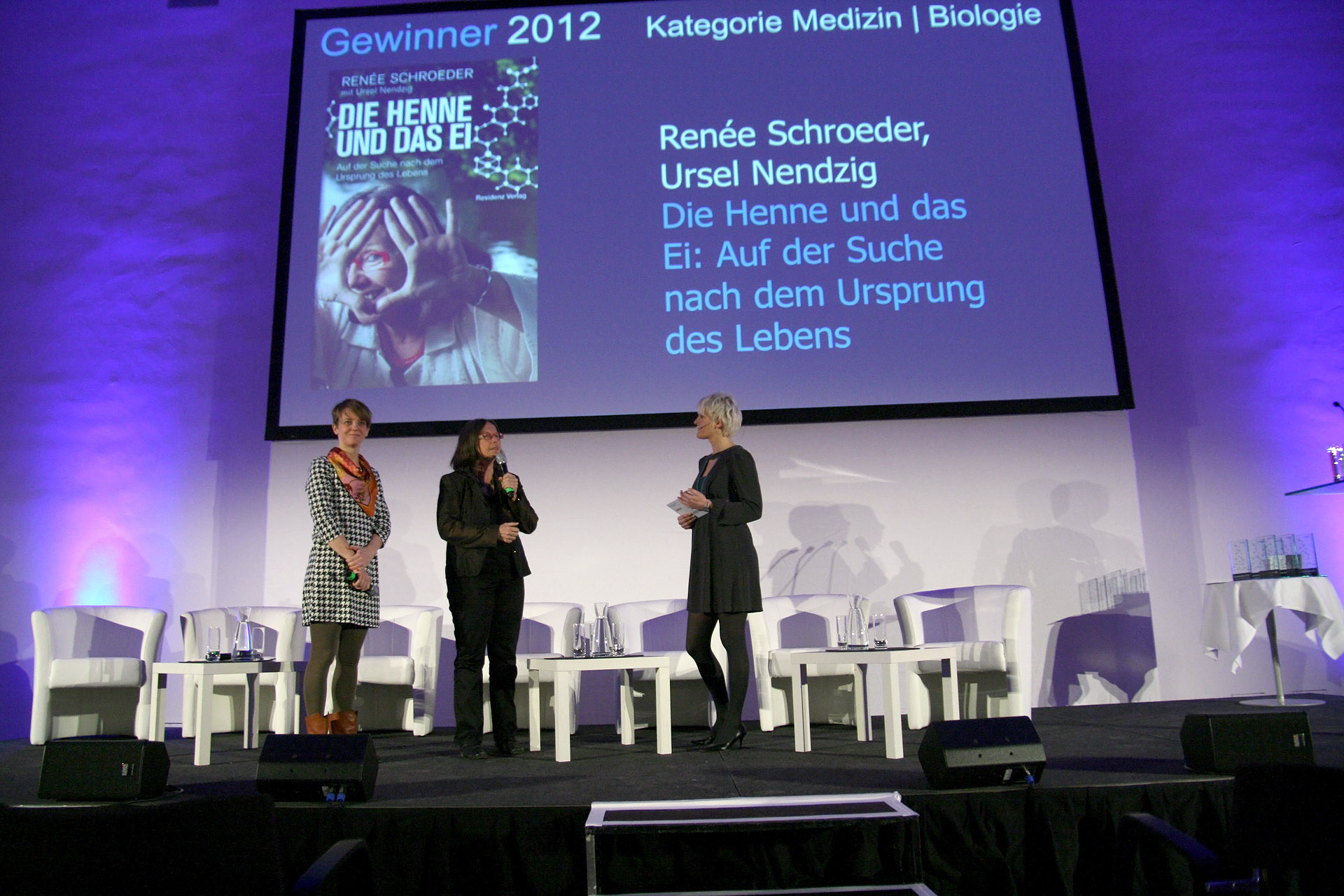
Schroeder, na cerimônia de entrega do Prêmio para o Livro de Ciência do Ano

Ela também tem sido uma voz ativa na discussão sobre educação e pesquisa na Áustria. Em particular, ela critica a discriminação contra as mulheres dentro do ambiente universitário.
Este compromisso rendeu, como homenagem, o Prêmio Especial de Honra Para Mulheres em Ciência, pela UNESCO e a empresa L'Oreal em 2001, e, em 2007, o Prêmio Mulher da Cidade de Viena.
Em 2003, Schroeder, foi segunda mulher eleita como membro da Divisão de Matemática e Ciências Naturais da Academia Austríaca de Ciências. Em Maio de 2012, Renée deixou a Academia Austríaca de Ciências em protesto a alta proporção de membros da Fraternidade Estudantil Austríaca Católica Alemã em detrimento de escolha por mérito científico.
Em 1º de setembro de 2022, ela foi nomeada senadora honorária na Universidade de Viena devido a seu "extraordinário compromisso com a universidade e com o cumprimento de suas tarefas acadêmicas".

## Prêmios
- 1984: Prêmio Theodor Körner
- 2003: Prêmio Wittgenstein
- 2005: Prêmio da Cidade de Viena para Ciências Naturais e Técnicas[5]
- 2006: Grande condecoração de honra (8.ª classe)[6]
- 2007: Prêmio Mulher da Cidade de Viena[2]
- 2011: Prêmio Eduard Buchner[7]
- 2012: Livro científico austríaco do ano 2012, categoria Medicina e Biologia, por Die Henne und das Ei. Auf der Suche nach dem Ursprung des Lebens (A galinha e o ovo. Na busca pela origem da vida)
- 2015: Condecoração de Ouro de Honra por Serviços à Província de Vienar[8]
- 2017: Livro científico austríaco do ano 2017, categoria Medicina e Biologia, por Die Erfindung des Menschen: Wie wir die Evolution überlisten (A invenção do homem: Como superamos a evolução)
- 2022: Senadora Honorária na Universidade de Viena[4]